# Mes (voorwerp)

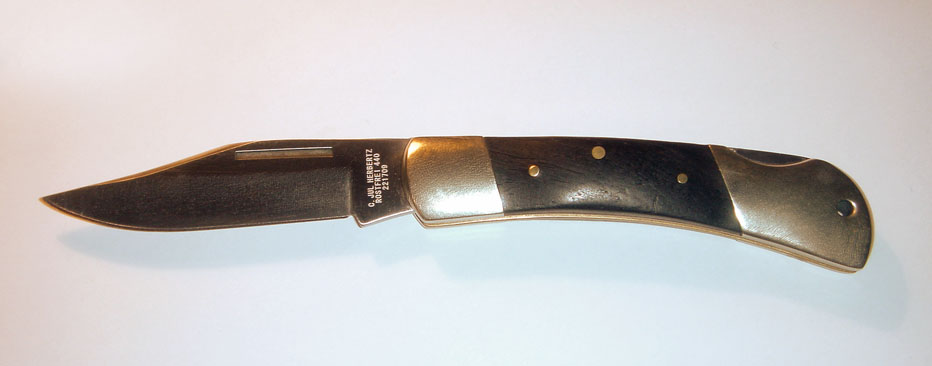
Zakmes

Een mes is een scherp stuk gereedschap om mee te snijden. De meest gangbare vorm is een recht lemmet met één scherpe zijde en een handvat (heft). In de geschiedenis van de mens speelt het mes een belangrijke rol; met een mes was men in staat zich tegen de grotere roofdieren te beschermen en werden vele bewerkingen van huiden, dierkarkassen en houten voorwerpen mogelijk. Hoewel de toenmalige messen van steen waren en eigenlijk niet meer dan scherven met een scherpe rand, is het principe altijd hetzelfde gebleven: een wig die een object in tweeën splitst. Messen kunnen ook zijn ingebouwd als roterende schijven zoals in bijvoorbeeld keukenmachines of versnipperaars.

## Geschiedenis
De mens begon simpele gereedschappen te maken in het Stenen tijdperk. Eerst gebruikte hij materialen als hout, beenderen en horens. Later ontdekte men de mogelijkheden van het hardere vuursteen. Als een steenklopper een mes ging maken nam hij een stuk vuursteen en een klopsteen. Met behulp van de klopsteen sloeg hij steenschilfers van een groot stuk vuursteen.

### Paleolithicum
Het paleolithicum, ook wel de oude steentijd genoemd, omvat de tijd van 2,5 miljoen jaar tot tienduizend jaar geleden. De oudste stenen voorwerpen uit die periode zijn gevonden in Ethiopië en Tanzania. In dit tijdperk werd voor het eerst de scherpe rand van steenschilfers gebruikt als gereedschap.

### Mesolithicum
Het mesolithicum duurde van 10.000 tot 5000 v.Chr. en valt samen met het einde van de ijstijd. Er kwamen steeds meer gereedschappen bij, speciaal toegespitst op een bepaalde taak, zoals naalden, haken, pijlpunten en voorwerpen die mogelijk te maken hadden met het geloof. Ook maakte men voor het eerst werktuigen die nodig waren voor de landbouw.

### Neolithicum
Het neolithicum is het tijdperk van 5000 tot 3000 v.Chr. De mens ging vee houden en landbouw bedrijven. Het mes werd veel gebruikt in het dagelijkse leven, onder andere voor het prepareren van geslachte dieren, om er gewassen mee van het land te halen en bij het bereiden van eten.

### Bronstijd
In de bronstijd, van 3000 tot ongeveer 1000 v.Chr., werd de legering brons het materiaal voor hoogwaardige snij- en andere gereedschappen. Brons werd vooral gebruikt voor bijlen, speer- en pijlpunten en messen. Brons was veel minder breekbaar dan steen. Door handel konden volkeren in Europa aan het koper en tin komen om hun brons mee te vervaardigen. In Europa verschenen de eerste echte messen in de urnenveldperiode (midden bronstijd), met een metalen lemmet met een enkele snede, bevestigd aan een handvat van brons, hout of gewei. Voor die tijd werden dolken gebruikt, met een symmetrisch twee-snijdend lemmet.

### IJzertijd

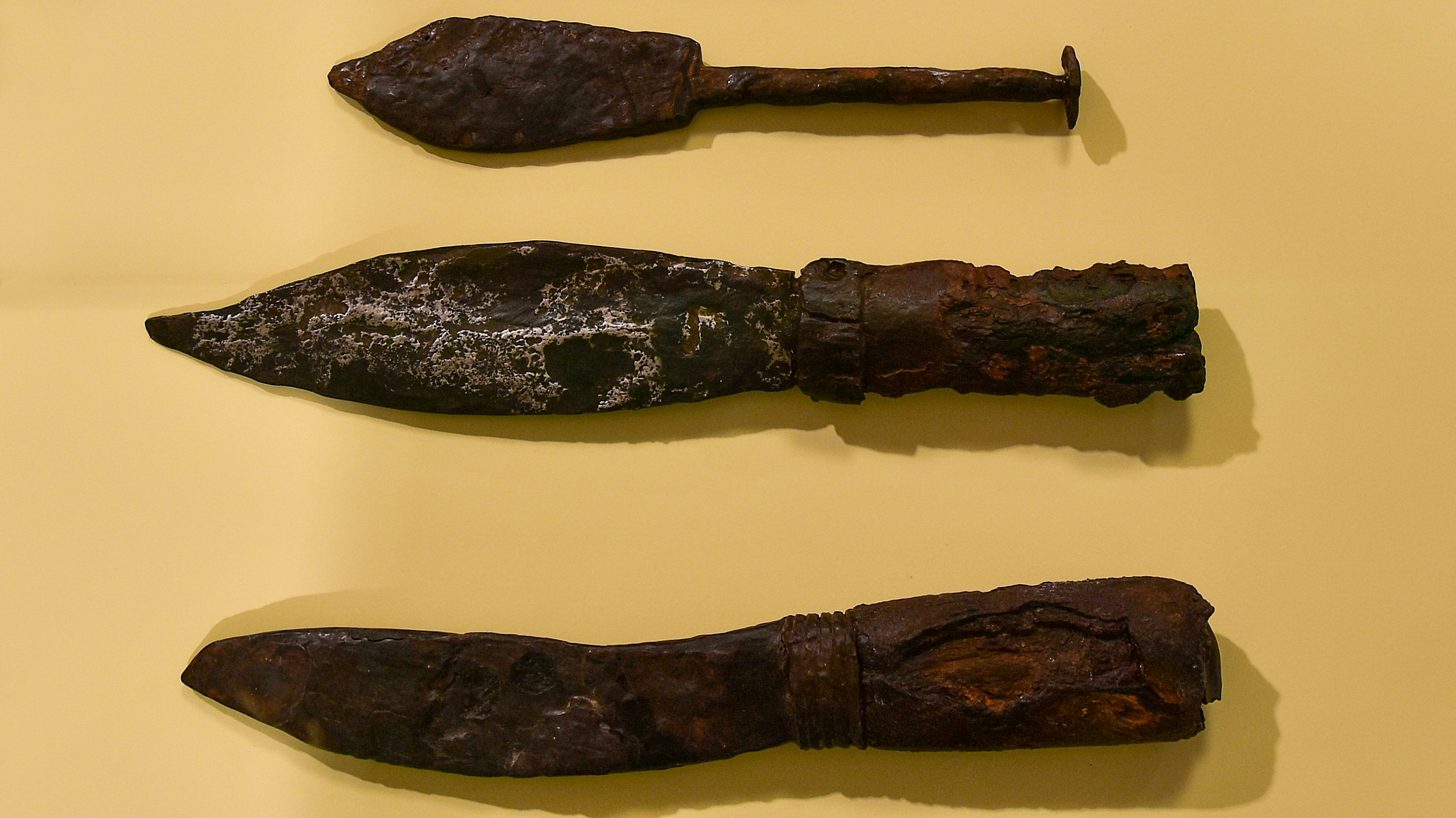
IJzeren messen - grafgift voor militairen uit circa 400 n.Chr. in Oudenburg

Rond 1000 v.Chr. gebruikte men in het Midden-Oosten al ijzer. De Hallstatt-cultuur verspreidde rond 800-500 v.Chr. het gebruik van ijzer in Europa. Gedurende deze periode werden brons en ijzer naast elkaar gebruikt. In de late ijzertijd had ijzer het brons voor messen volledig vervangen. Metalen messen bleven echter schaars en er werd nog steeds veel gebruikgemaakt van vuursteen afslagen als snijgereedschap.

### Romeinse tijd
Met de komst van de Romeinen werd ijzer, en dus ook messen, in veel grotere hoeveelheden geproduceerd en ontstond een grotere variatie aan messen voor specifieke doeleinden.

### Nieuwe Tijd
Tegenwoordig maakt men ook wel messen van keramiek.

## Onderdelen van het mes
Een mes kan bestaan uit de volgende onderdelen:

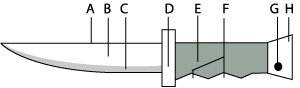
Onderdelen van een mes

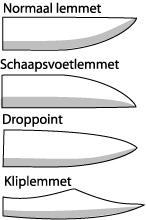
De meest voorkomende vormen van het lemmet

- A: Lemmetrug. De lemmetrug is meestal recht, maar kan ook ribbels bevatten die gebruikt worden om een vis mee te ontschubben.
- B: Lemmet. Het is het belangrijkste onderdeel van het mes, het lemmet wordt meestal van een ijzerlegering gemaakt.
- C: Snijvlak (vouw of snijkant). Het scherpe deel van het mes, dat wordt gebruikt om te snijden
- D: Stootplaat (garde). Een stootplaat dient ter bescherming van de hand, om te voorkomen dat de vingers op de snede glijden en bijvoorbeeld bij het snijden in scherp materiaal.
- E: Heft. Hier wordt het mes vastgehouden. Een heft kan van veel verschillende materialen worden gemaakt. Hout is traditioneel en wordt nog steeds gewaardeerd en toegepast, maar tegenwoordig wordt ook vaak kunststof gebruikt, vooral vanwege de geringere fabricagekosten, maar ook vanwege waterbestendigheid en slipvastheid.
- F: Vingergroeven. Vingergroeven geven extra grip.
- G: Koordoog. Een koordoog wordt gebruikt om een koord door te halen om te gebruiken als polslus. Bij kleine messen in een diepe schede is een koord handig om het mes gemakkelijker uit de schede te krijgen.
- H: Pommel. De pommel is het achterste stuk van het mes en het dient vaak als mooie afwerking of als tegengewicht zodat het mes in balans is.

## Fabricage
Vroeger had men alleen maar een klopsteen en een vuursteen nodig om een mes te maken, later werd dat minder eenvoudig.
Er zijn grofweg twee manieren om een lemmet te maken. Bij de “stock-removalmethode” maakt men het lemmet uit een strip metaal, dat in de juiste vorm wordt gezaagd, dan wordt gevijld of geschuurd en als laatste een hardingsproces doorgaat, waarbij het lemmet steeds afwisselend wordt verhit en gekoeld. Bij de tweede methode wordt een staaf of blok metaal door een smid eerst in de juiste vorm gesmeed en vervolgens gevijld of geschuurd. 
Het meest gebruikte materiaal is gewalst staal. Bij voorkeur heetgewalst staal, omdat dit een fijnere structuur heeft dan koudgewalst staal. Staalfabrieken leveren meestal staal in rollen en stroken. Van dit staal wordt een strip afgeknipt of afgezaagd en daaruit de ruwe vorm van het lemmet gezaagd. De vorm wordt daarna verhit tot ongeveer 1100 graden Celsius. In een smeedvorm of matrijs wordt de strip met een machine of met de hand gesmeed.
Hierna wordt het heft gemaakt. Hiervoor bestaat geen vaste methode. Er zijn vele materialen geschikt om een heft van te maken, een paar voorbeelden zijn kunststoffen zoals glasvezel en nylon, gewei van herten, beenderen, houtsoorten, halfedelstenen, leer en zelfs ivoor kan gebruikt worden (tegenwoordig vaak mammoetivoor).
Grofweg zijn er twee fabricagemethoden:
Full tangHierbij loopt het staal van het lemmet helemaal door en heeft de vorm(silhouet) van het handvat. Hierop worden twee 'plakken' materiaal, de greephelften bevestigd. Van boven-, achter en onderaf bekeken ziet men het staal dus doorlopen.
Hidden tangHierbij loopt het staal van het lemmet ook door in het handvat, maar is het smaller dan dit materiaal. Dit wordt de angel genoemd. Hier rondomheen wordt het heft geplaatst. Het staal van de angel is dus niet zichtbaar.

## Soorten messen

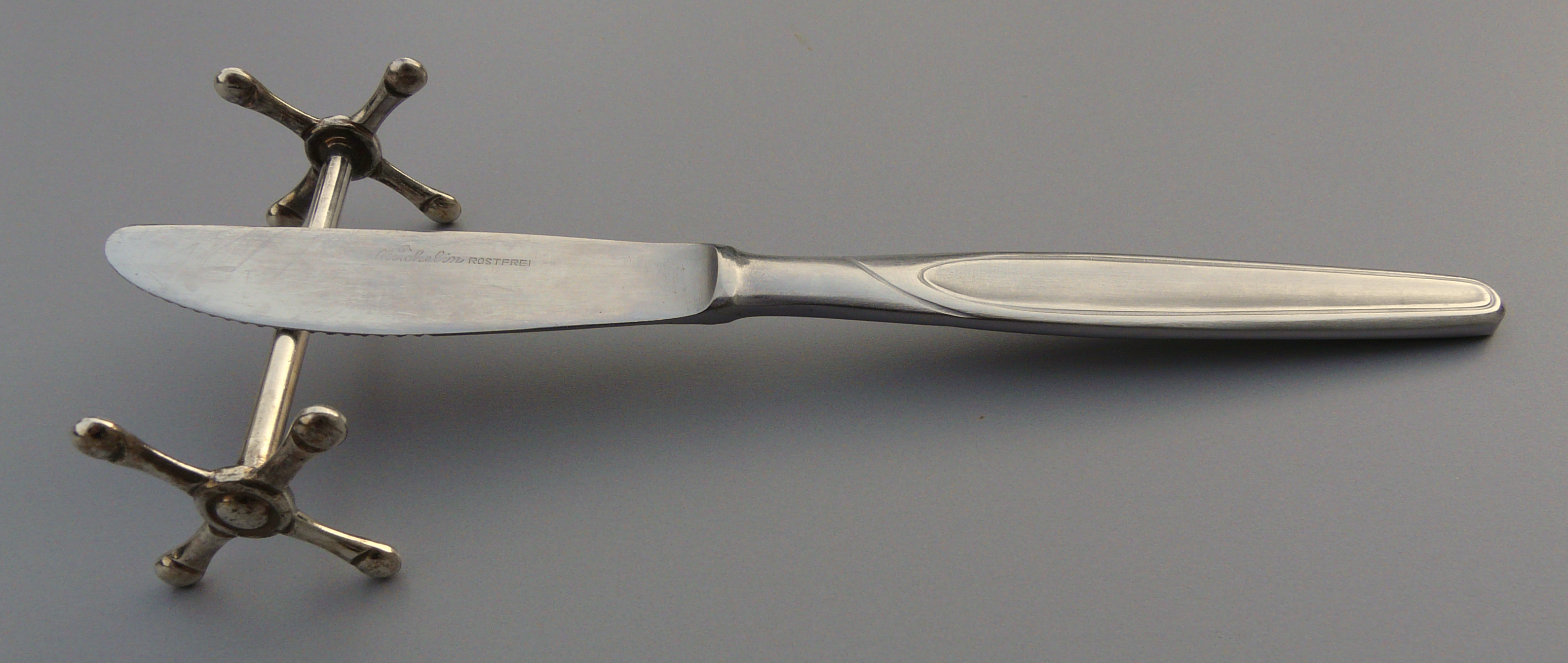
Een botermesje op een messenlegger

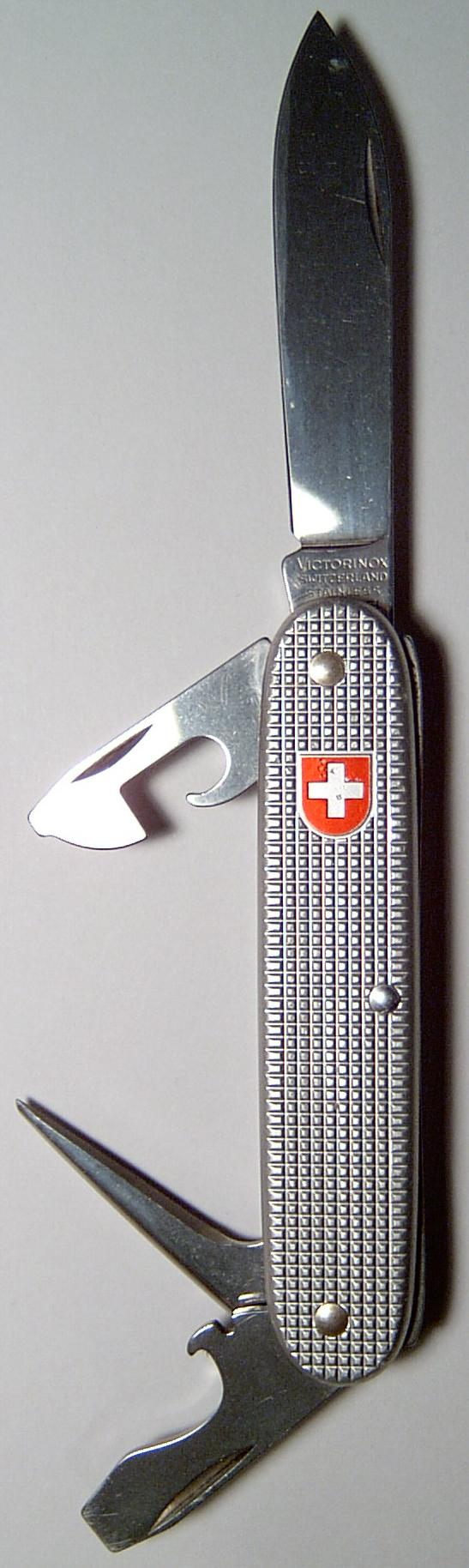
Zwitsers zakmes

Er zijn vele soorten messen, allemaal met een eigen specialiteit. Van messen waar je een boterham mee kunt smeren, tot messen waar je in de wildernis mee kunt overleven.
- Aardappelschilmesje: mesje om aardappelen en groente te schillen/snijden.
- Bajonet: een dolkvormig gevechtswapen dat aan een geweer bevestigd kan worden.
- Boterhammes: mes voor het besmeren van boterhammen.
- Botermes: mes voor het besmeren met boter.
- Bowiemes: mes in een traditionele Amerikaanse stijl met een traditionele vorm, vrij lang en zwaar.
- Breekmes of afbreekmes(je): een kantoormes of werkmes met een uitschuifbaar blad dat bestaat uit een aantal delen die kunnen worden afgebroken als ze bot zijn.
- Briefopener: puntig mes om brieven te openen. Is niet echt scherp.
- Broodmes: lang mes met zaagkant, om brood te snijden/zagen.
- Chinees koksmes: groot rechthoekig mes met dunner lemmet dan westers hakmes, geschikt om zeer veel bereidingen in de keuken mee te doen, van hakken tot fijnsnijden tot platslaan van teentjes knoflook tot naar de pan dragen van ingrediënten.
- Dolk: een tweesnijdend mes met een symmetrisch lemmet.
- Dolkmes: een tweesnijdend mes met een niet-symmetrisch lemmet.
- Hakmes: zwaar mes met groot vierkant blad, geschikt om harde levensmiddelen in stukken te hakken.
- Jachtmes: mes geschikt voor het in stukken snijden en villen van wild, meestal met rechte rug, lichte drop point, holle snede en soms fraai bewerkt handvat.
- Kaasmes: een aan het uiteinde gekromd en gespleten mes om kaas te snijden en te prikken.
- Kapmes: een groot mes dat kan worden gebruikt om planten zoals suikerriet te kappen, en om zich in een oerwoud een weg te banen.
- Kelners- of someliersmes: eigenlijk een kurkentrekker met een (klein) inklapbaar mesje.
- Knipmes: een mes waarvan het lemmet in het handvat kan worden geklapt.
- Koksmes: lang stevig mes met rechte rug en iets convexe snede.
- Kris: oosters gevechtsmes, waarvan het lemmet opzettelijk kan worden afgebroken van het handvat, zodat dit in het lichaam van de tegenstander achterblijft. Vaak voorzien van weerhaken of kartels.
- Kukri: Nepalees hakmes
- Laguiolemes: een ambachtelijk vervaardigd mes uit of in de stijl van de Franse plaats Laguiole.
- Lierenaar: een typisch vouwmes vervaardigd in de streek van Lier, Heist-op-den-berg en Aarschot.
- Lintmes: een dun eindloos mes (als een ring) met een snijkant of vertanding, wordt meestal toegepast voor machinaal snijden.
- Multitool: een opvouwbaar stuk gereedschap met meerdere stukken gereedschap waarin een combinatietang de boventoon voert, maar waarin ook een of meer messen zijn te vinden.
- Oestermes: kort, dik mes dat wordt gebruikt om oesters open te wrikken.
- Officemes: klein koksmes, voor het schoonmaken van groenten etc.
- Paddenstoelenmes
- Puukko: Fins jachtmes.
- Santokumes: Japanse versie van het koksmes, met een eigen snijtechniek.
- Scheermes: mes of mesjes die (ongewenste) haren verwijderen van de huid.
- Schildershakmes: een mes dat aan de ene kant scherp, en aan de andere kant afgeplat is (om op te slaan). Om oude stopverf te verwijderen.
- Sgian dubh: eenzijdig geslepen traditioneel Schots dolkmesje om in de kous onder de kilt te dragen.
- Slagmes: een bot, afgestompt mes van een behanger, om banen op maat af te slaan (als bij een envelop).
- Snoeimes: gekromd mes om takken van bomen en struiken te snoeien.
- Stanleymes (merknaam): een universeel mes met verwisselbaar blad.
- Stekmes: (oculeermes): mes om planten te stekken/oculeren. Heeft een kort lemmet.
- Stiletto: vaak wordt hiermee bedoeld een knipmes met een veermechaniek waardoor het lemmet zijdelings uit het heft schiet. Letterlijk doelt de term enkel op een smal lemmet, vaak aan anderhalve zijde scherp.
- Survivalmes: een mes met speciale voorzieningen zoals een zaagrand en in de greep vislijn, kompas etc. gebruikt in de wildernis voor diverse doeleinden.
- Tafelmes: een mes om mee te eten.
- Tornmesje: mesje dat bij het naaien wordt gebruikt om stiksels los te halen
- Uitbeenmes: mes om het vlees van de botten te scheiden.
- Valmes: mes waarbij het lemmet rechtstandig uit het heft kan worden geschoven of geschoten door middel van een veer.
- Vismes: een mes gebruikt om vis te fileren en/of te eten.
- Vlindermes: een soort opvouwbaar zakmes met twee handvatten die rond kunnen draaien in tegengestelde richting, dusdanig dat, wanneer het mes gesloten is, de mesbladen binnen de groeven in de handvatten worden verborgen.
- Vleesmes: een vleesmes wordt gebruikt om rauw en bereid vlees te snijden.
- Werpmes: een mes om mee te werpen, meestal uit één stuk vervaardigd omdat het vele botsen het handvat zou doen losgaan.
- Wiegemes: een mes met een gebogen lemmet en twee handvatten, om etenswaar fijn te snijden.
- Zakmes: een mes dat ingeklapt kan worden, zodat het eenvoudig en veilig in een broekzak kan worden meegedragen.
- Zwaard: het lemmet heet bij een zwaard een kling, deze is tweesnijdend. Een zwaard wordt als gevechtswapen gebruikt en heeft daarom een grote stootplaat.
- Zwitsers zakmes: een zakmes uitgebreid met een aantal andere stukken gereedschap.

## Onderhoud van messen
Messen worden door gebruik bot, waardoor ze met regelmaat geslepen moeten worden. De snelheid waarmee een mes bot wordt, is voor een groot deel afhankelijk van de staalsoort waaruit het lemmet bestaat. Om een mes te slijpen kan men een machine gebruiken, of een handsteen. In principe doe je niets anders dan een zeer kleine hoeveelheid staal wegnemen waardoor een mooie, nieuwe, scherpe snede overblijft. Fijn schuurpapier op een harde, gladde ondergrond (bijvoorbeeld een glasplaat) kan ook gebruikt worden.
Een aanzetstaal of wetplank kan gebruikt worden om de snede tussen het slijpen door scherp te houden zonder materiaal weg te nemen. Door het gebruik wordt een snede niet alleen bot doordat het minder spits wordt, maar ook omdat op microscopisch niveau de snede iets kan ombuigen. Met een aanzetstaal of wetplank wordt dit weer teruggebogen. Messen die niet regelmatig worden gebruikt, kunnen door corrosie worden aangetast, als ze onbeschermd in een vochtige omgeving worden bewaard. Corrosie tast het metaal aan en het mes verliest daardoor zijn eigenschappen. Probeer corrosie te voorkomen, bijvoorbeeld door een mes dat langdurig niet wordt gebruikt, licht in te wrijven met vaseline of iets dergelijks.

## Het mes en de wet
In Nederland vallen sommige soorten messen onder de wapenwet.
In Nederland worden de voor de handel bestemde zilveren en gouden messen van een jaarletter en een gehaltestempel voorzien. Het lemmet is bij tafelmessen nooit van edelmetaal omdat dat aangetast wordt door zwavelhoudende stoffen in aardappelen en eieren.

## Symboliek
In de christelijke iconografie is een mes het attribuut van Abraham, die Isaak ermee wil offeren. Ook is het mes het attribuut van de apostel Bartolomeüs, die levend wordt gevild.
Het mes was vroeger een moordwapen en geen echt onderdeel van het bestek. Hieruit stamt ook het bijgeloof dat men een mes niet cadeau mag geven. Men moet het kopen. Daarom geeft men het mes samen met een munt. De ontvanger kan dan het mes kopen met de munt.
Messen stonden symbool voor mannelijkheid, eer en macht. Als iemand vroeger een eed aflegde tegenover religieuze instanties, werd daarbij ook een mes overhandigd als blijk van goed vertrouwen. Een dergelijke overhandiging vond plaats in Parijs, toen een landeigenaar zijn land doneerde, waar vervolgens de kathedraal Notre Dame op gebouwd werd. Het mes dat de jonge hoveling kreeg diende ook gelijk als cadeau voor zijn vrouw.
Een minder bekend, maar beter voorbeeld, omdat het nog steeds bestaat, is het gebroken mes van Stephen de Bulmer. Dit geschenk wordt bewaard in het Durham cathedral.